# Cemitério do Morumbi

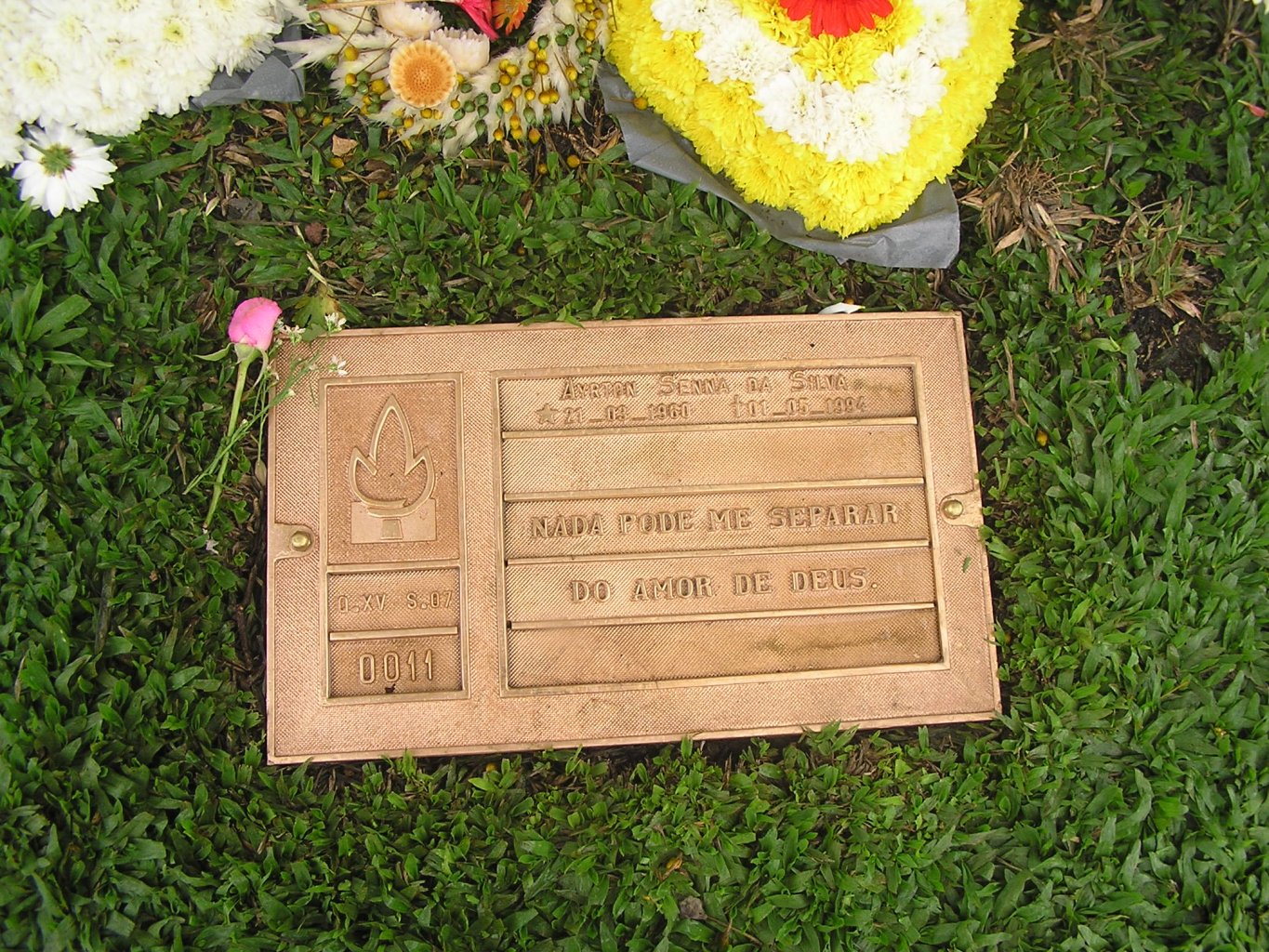
Placa sobre a sepultura de Ayrton Senna, cujo epitáfio é
"Nada pode me separar do amor de Deus"

O Cemitério do Morumbi é uma famosa necrópole localizado no bairro nobre do Paraíso do Morumbi, distrito de Vila Andrade, na Zona Sul da cidade de São Paulo (Brasil). O cemitério foi fundado pelo Dr. José Gustavo Macedo Soares Busch, no ano de 1968, e é controlado por uma empresa particular que é a entidade Religiosa João XXIII e conta com uma área total de 300 mil metros quadrados. Seu formato de cemitério jardim, sendo seus túmulos somente cobertos por grama e uma placa de identificação, com inspiração na arquitetura americana, inovação para à época uma vez que só existiam cemitérios com construção de lápides, destaca-se pela beleza e originalidade de sua arquitetura em formato de círculos, caracterizada por suas formas geométricas desenhadas pelo gramado e pelos diferentes arranjos paisagísticos.
O local é considerado o primeiro "Cemitério Parque da América do Sul", este em datas marcantes como o dia de finados, 2 de novembro, atrai muitos visitantes. A localidade ficou internacionalmente conhecida, pois é onde está sepultado o corpo de Ayrton Senna,, entre outros famosos como o humorista Ronald Golias a cantora Elis Regina, o estilista, apresentador e deputado Clodovil Hernandes, e o ex-governador do estado de  São Paulo, Orestes Quércia.

## Infra-estrutura

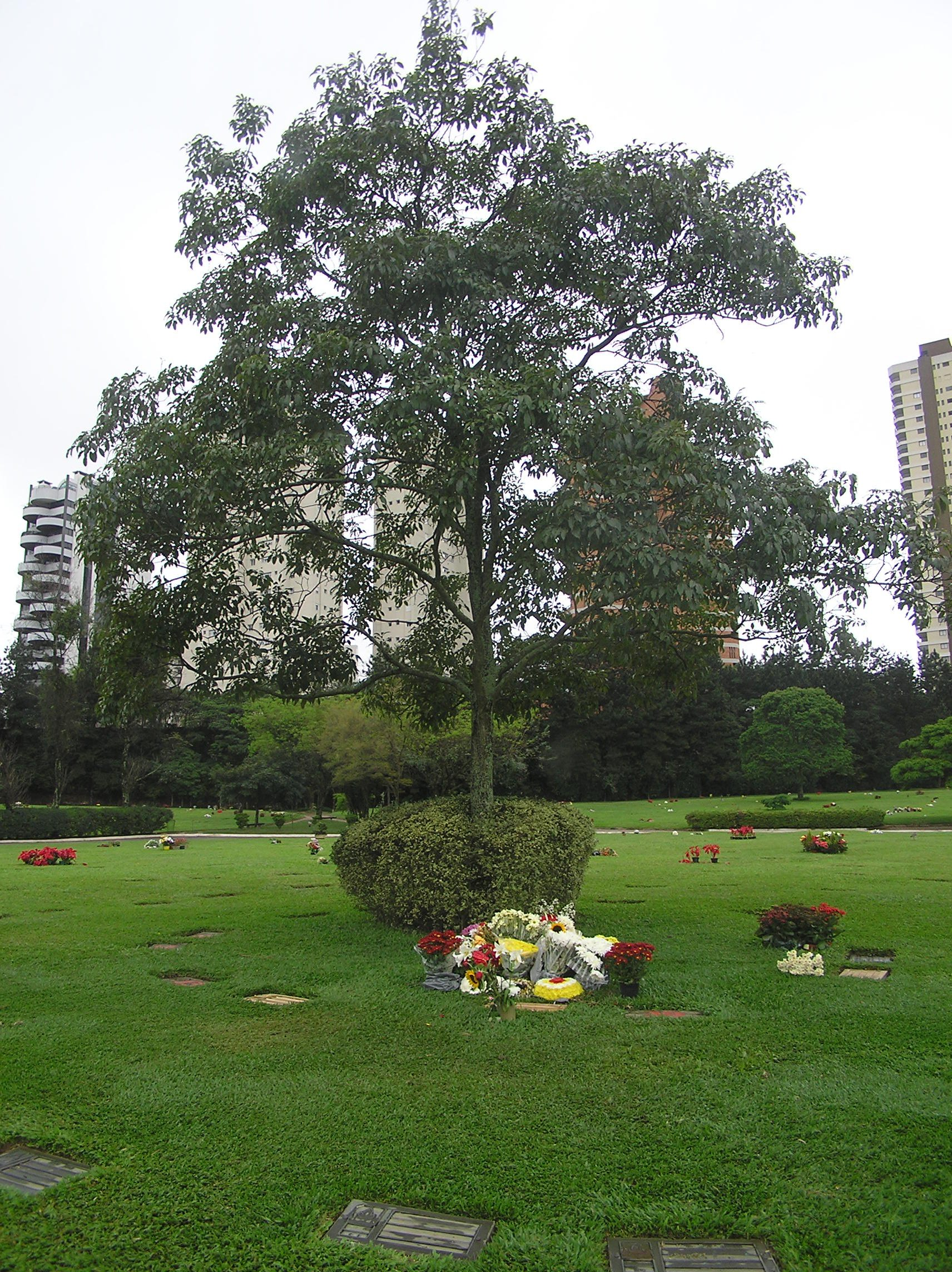
Cemitério do Morumbi

O Cemitério do Morumbi possui um arquitetura e design inovador, onde dispõe de sete salas para velórios que contém ar condicionado e ar quente, salas de repouso e recepção. Além disso, há uma Capela Ecumênica, cafeteria, floricultura, seguranças que estão dispostos vinte e quatro horas por dia e estacionamento interno e externo, com acesso total as dependências para deficientes físicos.
É mais procurado por pessoas de alto poder aquisitivo, assim sendo mais usado por pessoas de classe alta.
O Cemitério conta com uma área total de 300.000  m ² todo gramado e arborizado, foi o primeiro a idealizar um projeto de Cemitério Jardim no Brasil, estilo que até então era muito utilizado em cemitérios americanos. No Brasil só existiam cemitérios estilo Mausoléu, o qual as pessoas querem fazer uma sepultura maior que a outra. O do Morumbi possui amplos estacionamentos 24 horas por dia com segurança, foi construído em um local nobre da Capital Paulista, com uma arquitetura de alto nível, é um cemitério muito requisitado por pessoas de alto poder aquisitivo, servindo a camada mais alta da população presente. Já foi o local de sepultamento de várias personalidades brasileiras, entre elas destaca-se o túmulo de Ayrton Senna, o mais visitado no dia de Finados.

## Turismo
Os cemitérios são também pontos de interesse turístico, geralmente pelo atrativo histórico-artístico. A necrópole, ao invés de ser mórbida e lúgubre, é na verdade um microcosmo que pode reunir símbolos, histórias, celebridades, arquitetura e curiosidades, que podem vir a exaltar a cultura.
O Cemitério do Morumbi se encaixa nesse roteiro turístico de viagem na cidade de São Paulo, pois além de ser completamente gramado e arborizado, ele também possui uma arquitetura diferenciada dos cemitérios no Brasil, que normalmente são em formato de Mausoléu; entretanto esse cemitério tem como principal característica suas lápides em formato circular, tornando o local mais amplo. Esta necrópole também se destaca no turismo pelo fato de abrigar diversas personalidades famosas, atraindo fãs e turistas em busca de seus ídolos já falecidos.

## Curiosidades
Pode-se destacar que o Cemitério do Morumbi é arborizado e os túmulos são localizados abaixo da terra, cobertos somente pelo gramado e por uma placa de identificação, caracteriza-se por formas geométricas, desenhadas em seus gramados.
A necrópole foi construída com um extenso verde que advêm da conservação da Mata Atlântica.

## Personalidades sepultadas[12]
- Elis Regina (1945–1982), reconhecida como uma das melhores cantoras populares do Brasil durante as décadas de 60, 70 e 80.[13]
- Plínio Salgado (1895–1975), político, escritor, jornalista e teólogo brasileiro que fundou e liderou a Ação Integralista Brasileira (AIB).
- Altemar Dutra (1940–1984), cantor e compositor brasileiro, que foi sucesso em toda a América Latina.[13]
- Ada Rogato (1910–1986), pioneira da aviação e do paraquedismo.
- Ayrton Senna (1960–1994), piloto de Fórmula 1 reconhecido mundialmente.[13]
- Rubens Moraes Sarmento (1922–1998), radialista brasileiro.
- Geny Prado (1919–1998), atriz brasileira, nacionalmente conhecida por suas atuações ao lado do cineasta Amácio Mazzaropi. [14]
- Consuelo Leandro (1933–1999), atriz e comediante brasileira.[13]
- Cascatinha & Inhana, dupla sertaneja formada por marido e mulher Ana (1923–1981) e Francisco (1919–1996).
- Johnny Alf (1929–2010), pianista brasileiro.
- Paulinho Nogueira (1927–2003), foi um músico, compositor, cantor e violonista brasileiro.
- Cláudio Kano (1965–1996), jogador de Tênis de mesa.
- Leandro Lo (1989–2022), lutador de Jiu-jítsu brasileiro, oito vezes campeão mundial.
- José Fortuna (1923–1983), cantor e compositor brasileiro, formou dupla com o irmão Zé Fortuna & Pitangueira.
- Fiori Gigliotti (1928–2006), radialista e locutor esportivo.
- Yara Lins (1930–2004), atriz e o primeiro rosto a aparecer na televisão brasileira.
- Ronald Golias (1929–2005), ator e comediante brasileiro, considerado um dos pioneiros da televisão no país, célebre pelo personagem Bronco na Família Trapo, entre outros.[13]
- Hélio Souto (1929–2001), ator brasileiro.
- Wilson Simonal (1939–2000), cantor e compositor brasileiro.
- Carola Scarpa (1971–2011), socialite e ex-atriz brasileira, conhecida por seu casamento com Chiquinho Scarpa.
- Clodovil Hernandes (1937–2009), estilista, ator, apresentador de televisão e político brasileiro.
- Orestes Quércia (1938–2010), político brasileiro, filiado ao Partido do Movimento Democrático Brasileiro (PMDB). Foi o 28° governador do estado de São Paulo.
- Marly Marley (1938–2014), atriz, diretora de teatro, crítica musical, jurada musical e ex-vedete da época de ouro do rádio e televisão brasileira, personalidade de destaque expressivo no cenário da cultura artística e musical nacional por várias décadas.
- Bárbara Virgínia (1923–2015), atriz, cineasta e locutora de rádio portuguesa.[15]
- Antônio Ermírio de Moraes (1928–2014), empresário, engenheiro e industrial brasileiro, presidente e membro do conselho de administração do Grupo Votorantim.
- Içami Tiba (1941–2015), psiquiatra, psicodramatista, colunista, escritor e palestrante.
- Juvenal Juvêncio (1934–2015), advogado, deputado estadual, investigador de polícia e presidente do São Paulo Futebol Clube.
- Gylmar dos Santos Neves (1930–2013), ex-goleiro da Seleção Brasileira.
- Joelmir Beting (1936–2012), jornalista e comentarista de política e economia.[16]
- João Augusto Amaral Gurgel (1926–2009), engenheiro e ex-industrial brasileiro, criador e fundador da marca de automóveis Gurgel.
- Tuka Rocha (1982–2019), ex-piloto da Stock Car.[17]
- Décio Pignatari (1927–2012), poeta, um dos fundadores do movimento Concretista.[18]
- José Douglas Dallora (1936–2024), dentista, professor e presidente do São Paulo Futebol Clube.[19]